# Max Mohr (Schriftsteller)

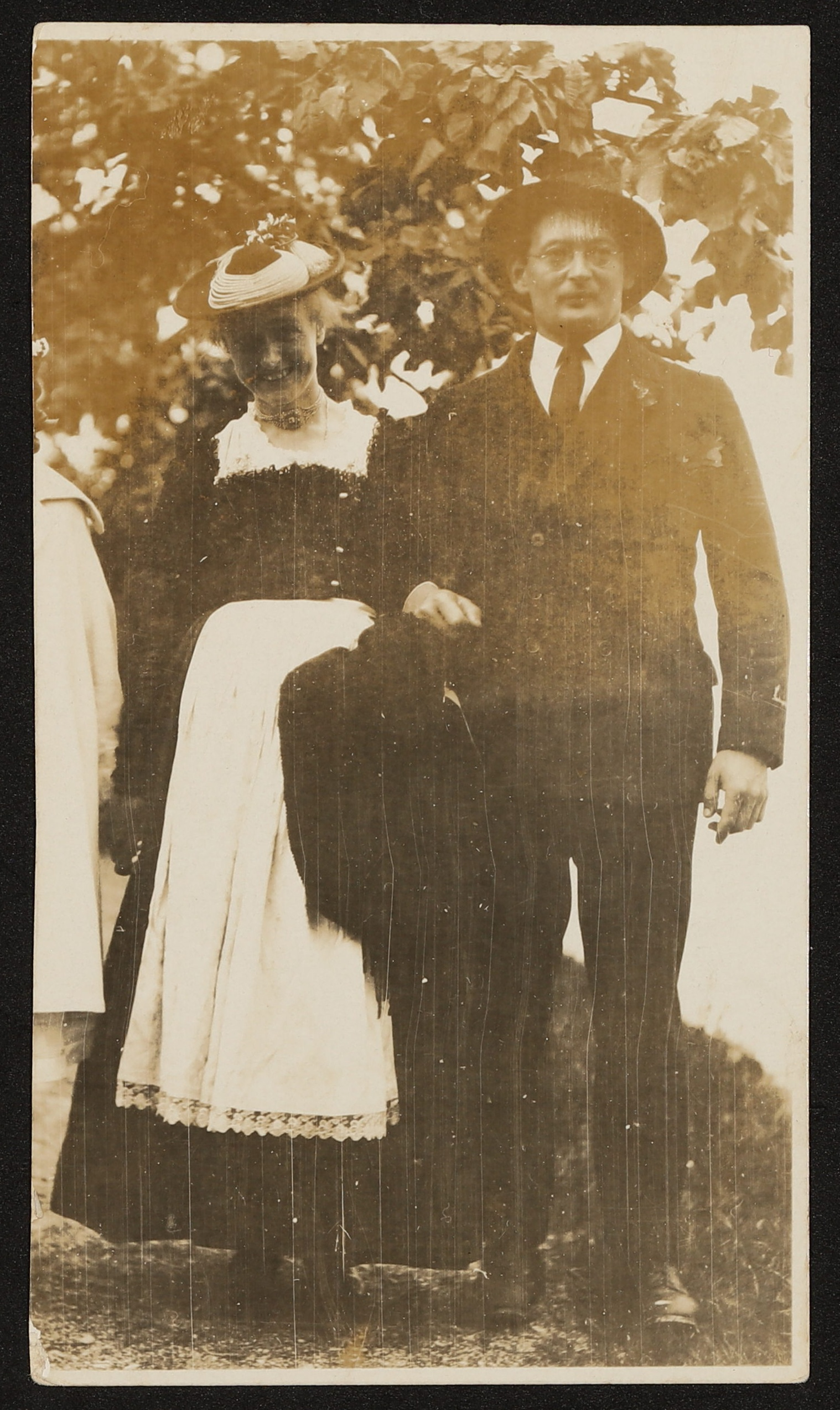
Käthe und Max Mohr,
ca. 1921

Max Ludwig Mohr (* 17. Oktober 1891 in Würzburg; † 13. November 1937 in Shanghai) war ein deutscher Arzt, Dramatiker und Erzähler.

## Leben
Max Mohr wurde in Würzburg als Sohn des jüdischen Malzfabrikanten Leon Mohr und dessen Ehefrau Jeannette Ullmann geboren. Schon während seiner Gymnasialzeit lehnte er sich gegen äußere Zwänge auf und unternahm mehrere Ausreißversuche. Noch vor Aufnahme seines Medizinstudiums in München, das er mit dem Staatsexamen abschloss, machte er sich ohne Wissen seiner Eltern zu einer Alpenreise auf.
Am Ersten Weltkrieg nahm er als Sanitätsunteroffizier teil und geriet 1917 in englische Kriegsgefangenschaft.
In Hamburg heiratete Max Mohr am 20. März 1920 die dort geborene Rechtsanwaltstochter Käthe Westphal (1892–1957). Seine Wohnadresse lautete laut Heiratsregister damals München, Siegfriedstraße 18. Mit seiner Frau Käthe und Tochter Eva (1926–1992; verh. Humbert) lebte Mohr später in Wolfsgrub, einem Hof bei Rottach am Tegernsee, wo er als Arzt nur noch wenig praktizierte und sich vorrangig seinen literarischen Interessen widmete. Zwischenzeitlich lebte er auch in Berlin und unternahm drei große Orientreisen.
Als Schriftsteller trat er erstmals mit dem im Jahre 1920 erschienenen Roman Frau Marie’s Gast und erfolgreicher 1928 mit Venus in den Fischen hervor. Bekannter wurde er jedoch als Dramatiker. Schon sein erstes Stück Improvisationen im Juni wurde 1922 ein großer Erfolg. In Wolfsgrub schrieb er auch seine fünf Romane. Mit seinen zwölf Theaterstücken zählte Mohr zu den erfolgreichen Dramatikern der Weimarer Republik. Geprägt waren seine Werke vom Zwiespalt zwischen Technik und Natur und von einer kritischen Distanz zur Haltung seiner Zeit, die er als materialistisch, oberflächlich und kulturlos empfand. In seinen Komödien bevorzugte er Alltagsstoffe, in denen meist einfache Menschen mit eigenwilligen und vielfach grotesken Zügen im Konflikt mit ihrer Umwelt gezeigt wurden.

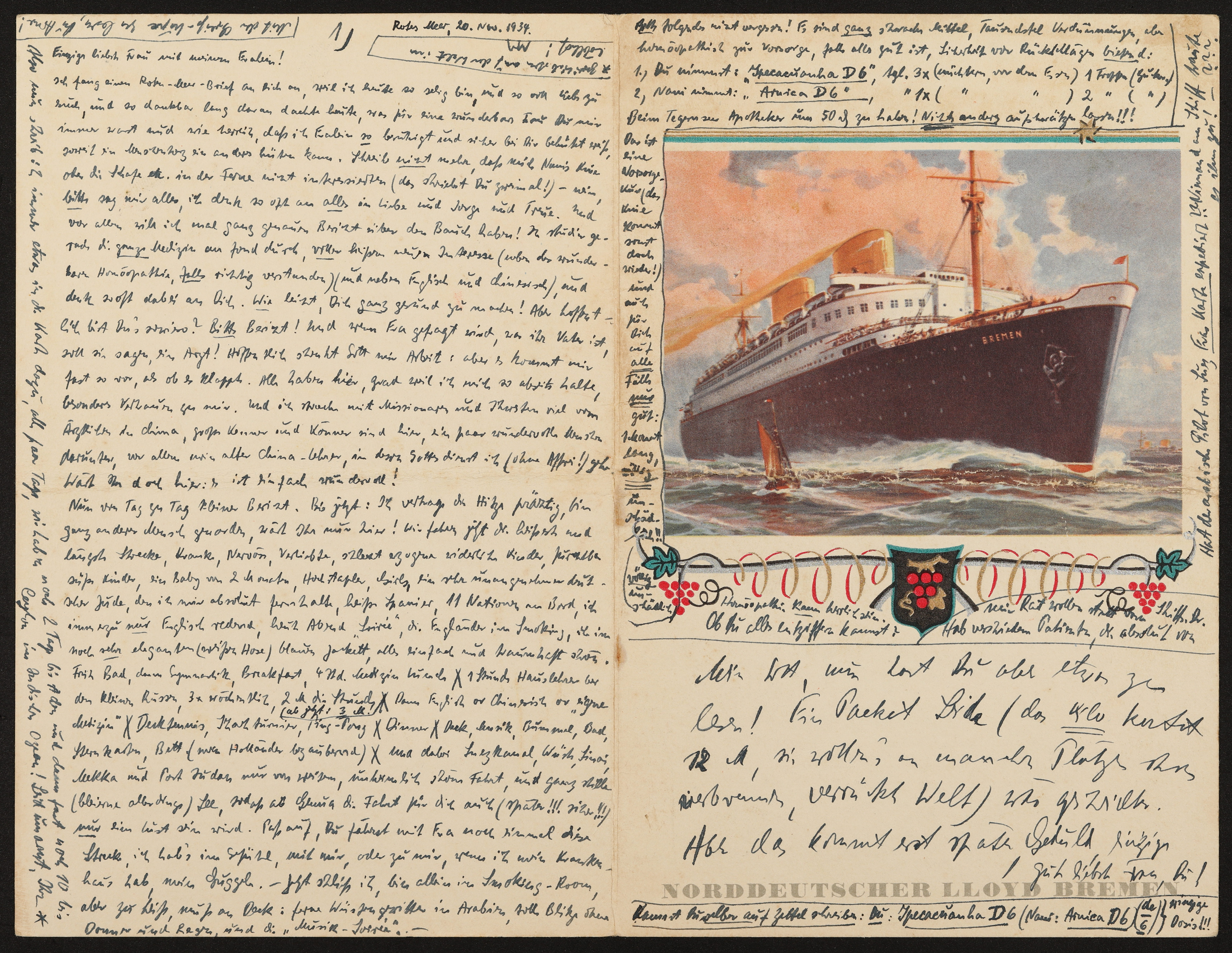
Max Mohr an seine Frau Käthe und seine Tochter Eva am 20. November 1934 auf einer Menükarte des Dampfers Saarbrücken

Zu Beginn des Dritten Reiches ließ Max Mohr seine Ehefrau und Tochter in Deutschland zurück und emigrierte 1934 allein nach Shanghai. Seine Reise begann am 27. Oktober 1934 in Hamburg an Bord der Saarbrücken, einem Dampfer des Norddeutschen Lloyd. Während der Passage durch das Rote Meer nutzte Mohr am 20. November 1934 eine Menükarte des Schiffs als Briefpapier für einen ausführlichen Brief an seine Familie, der im Monacensia-Literaturarchiv erhalten ist.
In Shanghai war Mohr weiterhin als Arzt tätig. Er starb dort im November 1937 im Alter von 46 Jahren an Herzversagen. Sein Leichnam wurde eingeäschert; eine Überführung der Urne zu seiner Familie nach Deutschland war jedoch nicht gestattet. Die Urne wurde daher heimlich bei Helgoland auf See bestattet.

## Gedenken
Mohrs Enkel Nicolas Humbert drehte 1985 den Dokumentarfilm Wolfsgrub, in dem Eva Mohr von einer Kindheit und Jugend im Deutschland des aufkommenden Nationalsozialismus und die Geschichte ihres Vaters Max Mohr erzählt.
Das Leben von Max Mohr ist Gegenstand des Romans Mohr (2006) des amerikanischen Autors Frederick Reuss.
2020 wurde in Würzburg eine Straße nach Max Mohr benannt.
2021 wurde Mohrs Roman Frau ohne Reue für die Veranstaltung „Würzburg liest ein Buch“ ausgewählt.

## Werke (Auswahl)
Sonette
- Sonette im Unterstand. Berlin 1917.
- Die sieben Sonette vom neuen Noah. Chemnitz 1932.

Dramen
- Die Dadakratie. Komödie in drei Akten. 1920.
- Improvisationen im Juni. Komödie in drei Akten. München 1920.
- Gregor Rosso. Tragödie in drei Akten. Berlin 1921.
- Das gelbe Zelt. Schauspiel in 3 Akten. München 1923.
- Sirill am Wrack. Komödie in 3 Akten. München 1923.
- Der Arbeiter Esau. Komödie in 3 Akten. München 1923.
- Die Karawane. Komödie in 5 Akten. München 1924.
- Ramper. Schauspiel in 3 Akten und 1 Vorspiel. 1925.
- Platingruben in Tulpin. Komödie in 3 Akten. Mit Bühnenmusik von Arthur Chitz (3 Akte). München 1927. UA 16. September 1926 Dresden (Staatliches Schauspielhaus; Regie: Georg Kiesau, mit Willi Kleinoschegg [Columbus Meier], Erich Ponto [Christy Meier], Harry Liedtke [Gogolin], Rudolf Schröder [Savitzky], Stella David [Mimi Meller], Martin Hellberg [Stephan Casson], Alfred Meyer [Martin Casson], Lotte Gruner [Sarah Casson], Alice Verden [Anna Zeske], Alexis Posse [Friday], Ida Bardou-Müller [Witwe Dale])
- Die Welt der Enkel (oder: Philemon und Baucis in der Valepp). Komödie in 3 Akten. Berlin 1932.

Romane und Novellen
- Frau Marie’s Gast. Ein Roman. München 1920.
- Der Mann, der Tränen lachen wollte. Novelle, 1922, publiziert 1935 unter dem Titel Das Lachen im Schnee.
- Venus in den Fischen. Roman. Berlin 1927 (Lesung in 13 Teilen).
- Die Heidin. München 1929.
- Die Freundschaft von Ladiz. Roman. Berlin 1931.
- Frau ohne Reue. Roman. Berlin 1933.
- Das Einhorn. Romanfragment. Mit Briefen Max Mohrs aus Shanghai, 1934–1937. Bonn 1997.

Sachbuch
- mit E. Singer: Die Rheumatiker-Fibel. Ein kurz gefaßtes Lehrbuch vom Rheumatismus, seinem Entstehen, seinem Wesen und seiner Heilung. Volksmedizin, München 1921.

Korrespondenz
- Florian Steger (Hrsg.): Max Mohr (1891-1937) Korrespondenzen. Universitäts-Verlag Winter, Heidelberg 2013, ISBN 978-3-8253-6140-2.